# Simianus bituberculatus
Simianus bituberculatus is een keversoort uit de familie Callirhipidae. De wetenschappelijke naam van de soort werd in 1915 gepubliceerd door Schultze.

## Synoniemen
- Callirhipis montalbanensis Schultze, 1915